# 에스페란토 원어민

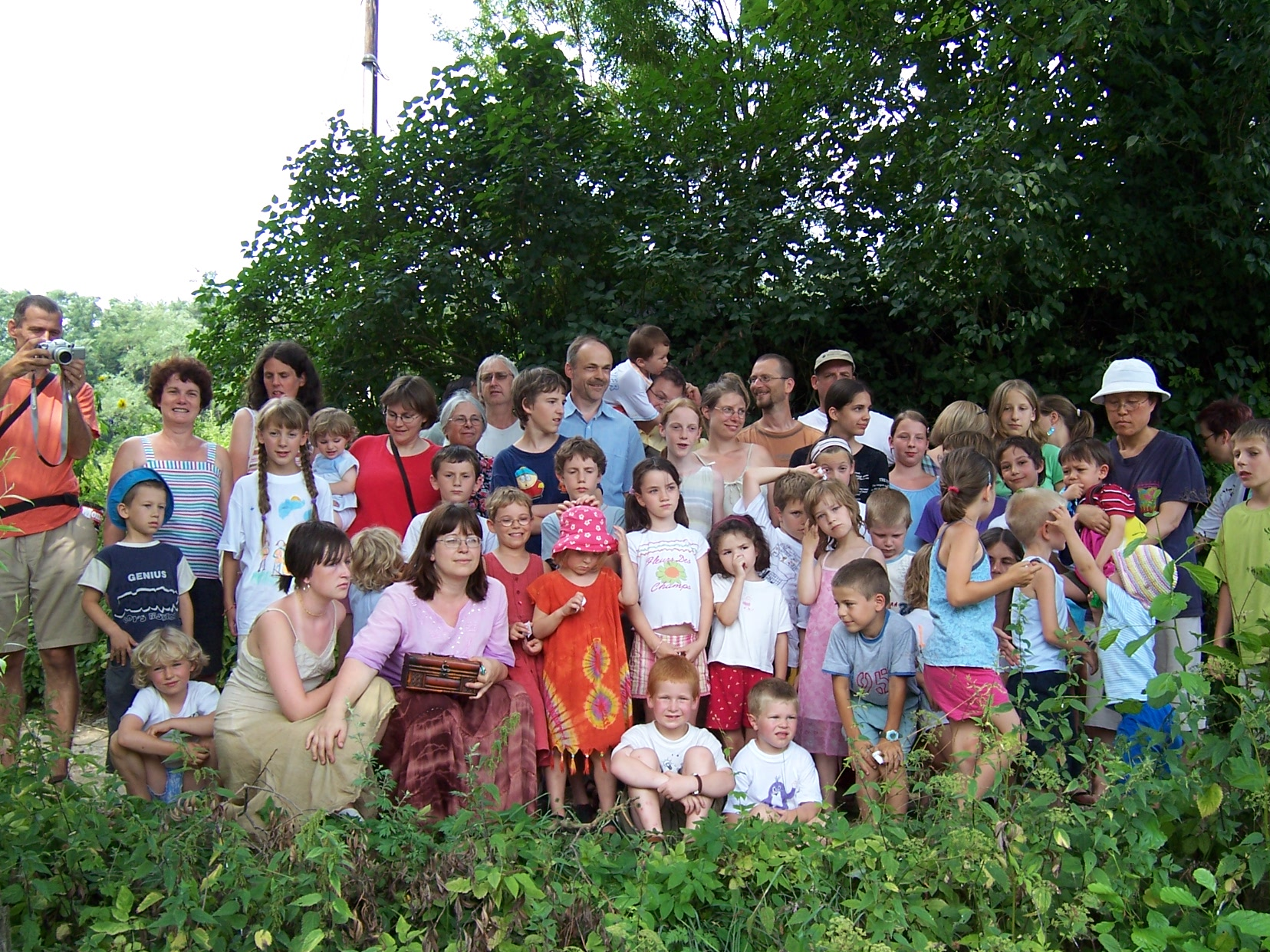

에스페란토 원어민(Esperanto原語民, 에스페란토: denaska Esperanto-parolanto)은 에스페란토를 모어로 쓰는 사람을 말한다. 에스페란토는 본래 인공어지만 에스페란토 원어민의 등장으로 자연어화하였다 할 수 있다. 전세계에 약 1000여 명의 에스페란토 원어민이 존재한다고 추측되며, 총 에스페란티스토 (약 10만여 명)의 약 1%를 차지한다.
에스페란토 원어민의 등장에는 여러 가지 원인이 있는데 주로 서로 다른 언어를 말하는 부모가 에스페란토를 매개로 결혼하여 어린 자녀의 언어습득기에 에스페란토를 가르쳐 모어로 획득된 경우가 가장 많다. 단, 에스페란토의 모어 획득은 에스페란토만을 단독으로 하는 경우는 없고, 부모의 다른 모어와 함께 이중이나 다중의 복수 모어를 갖게 된다. 에스페란토 원어민의 에스페란토 능력은 줄곧 성장하기도 하나, 성장기 이후 본인이 의도적으로 거부하거나 다른 에스페란티스토들과의 접촉이 활발하지 못하면 쇠퇴하거나 소멸될 수도 있다.

## 유명한 에스페란토 원어민
- 네이티브 에스페란토 네이티브 에스페란토 화자의 진화에 관한 블로그
- 페트르 긴츠: 체코의 홀로코스트 피해자이자 잡지 베뎀을 출판한 편집자.
- 다니엘 보베: 이탈리아의 생물학자. 1957년 노벨상 수상.
- 울리히 브란덴부르크(Ulrich Brandenburg, 1950년~): 독일의 외교관. 독일 재 포르투갈 대사.
- 조지 소로스: 미국의 투자가이자 억만장자.

## 같이 보기
- 인공어
- 자연어